# St. Michaelis (Buttstädt)

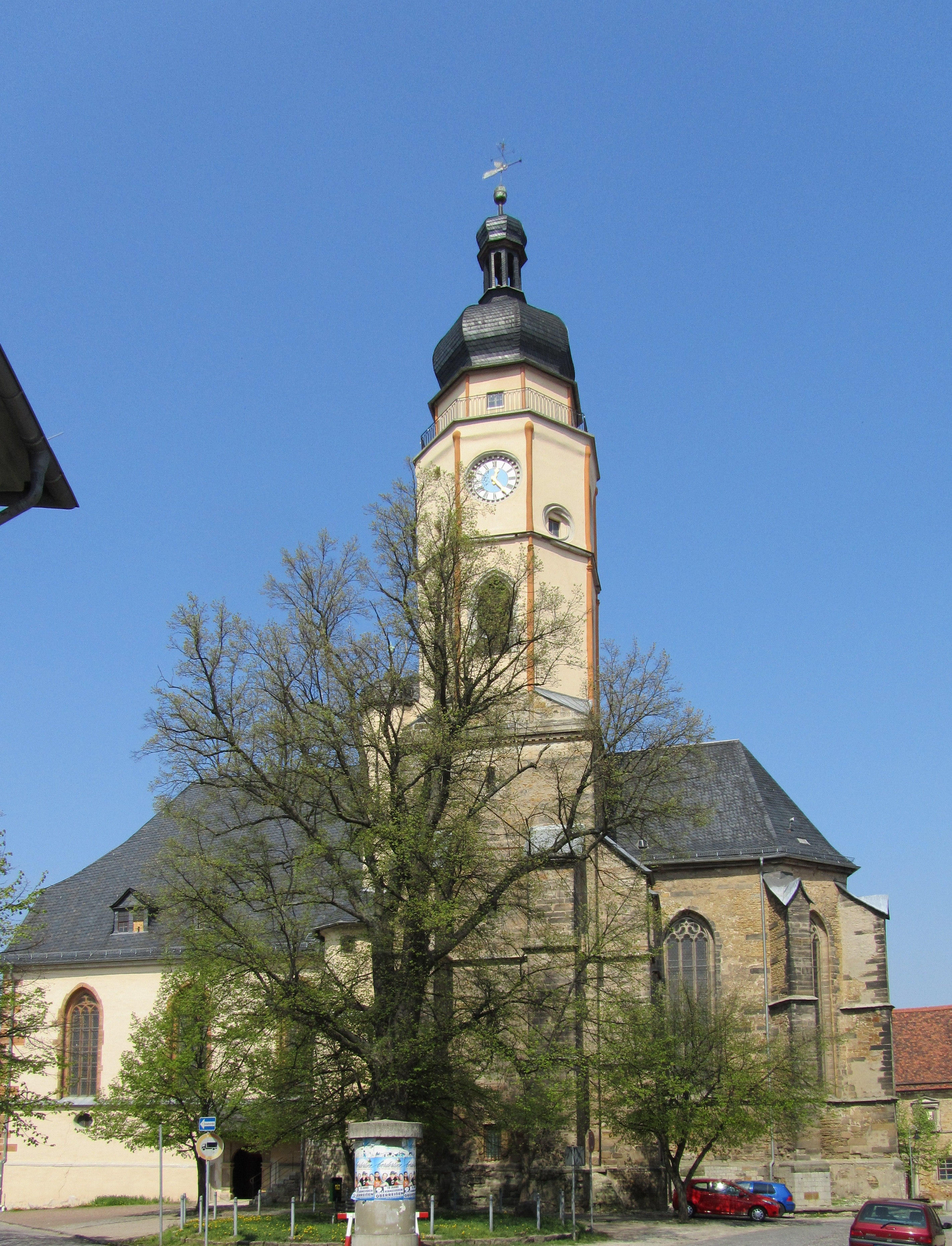
Kirche St. Michaelis

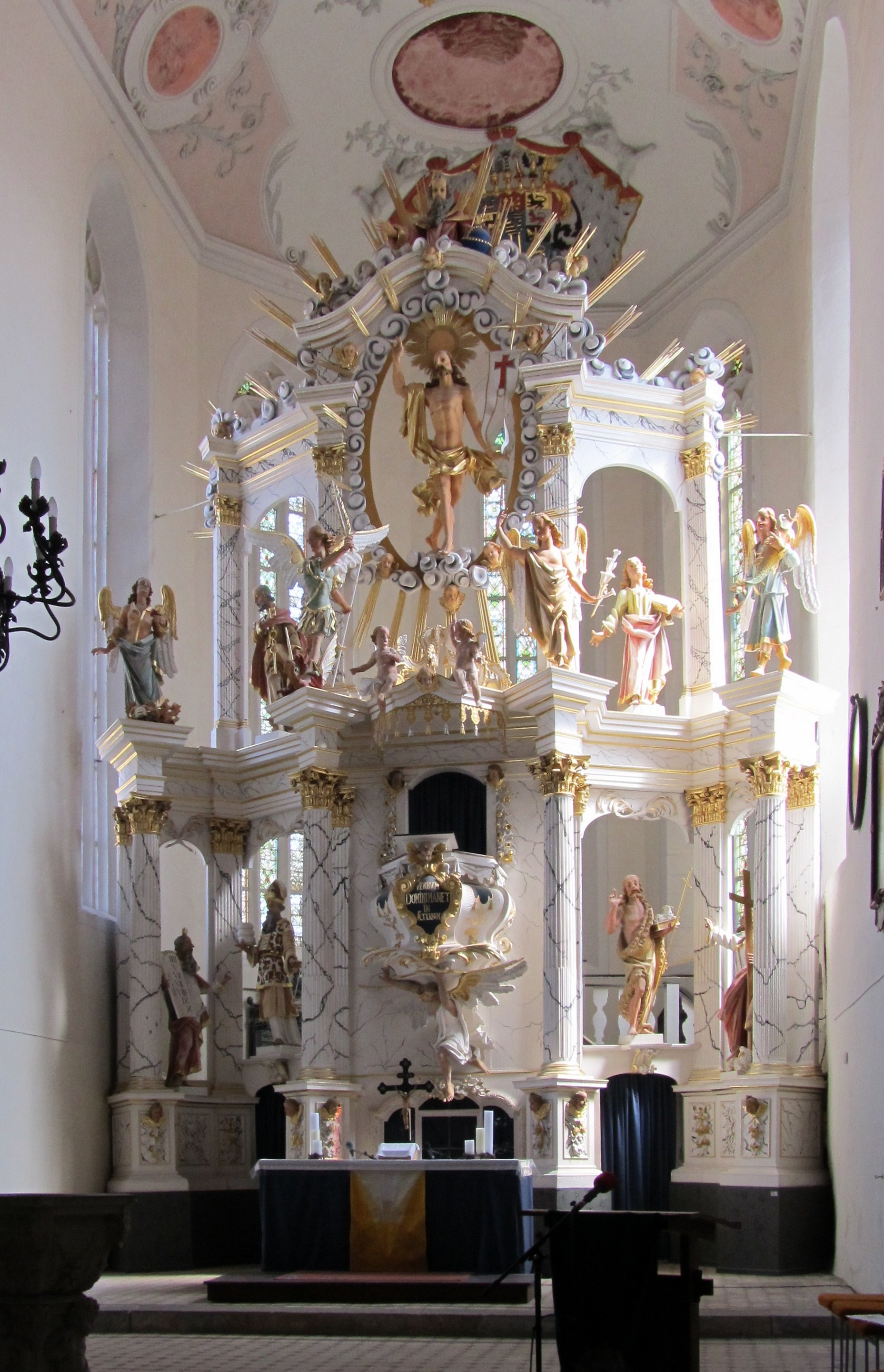
Kanzelaltar

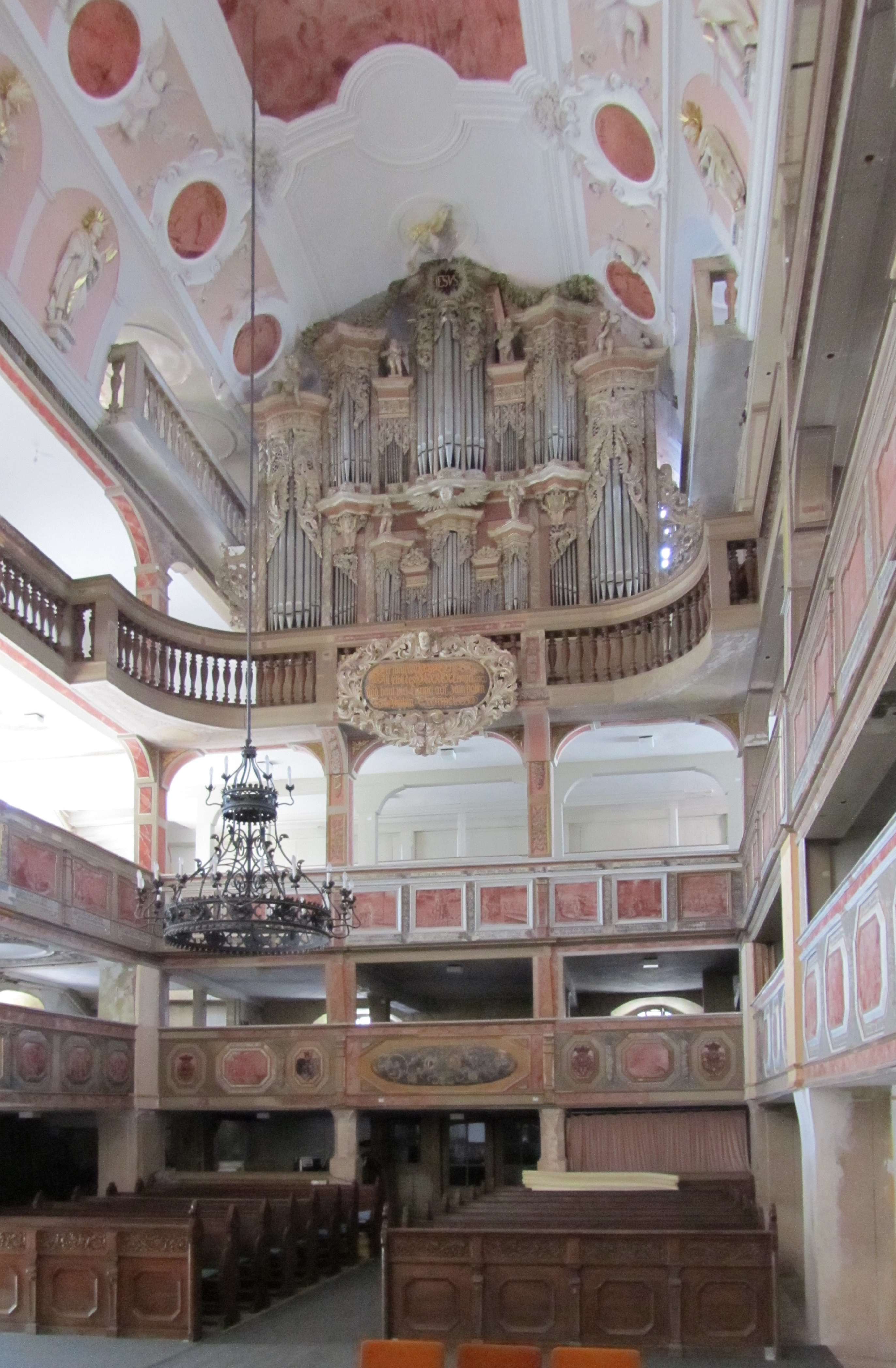
Blick auf die Orgel und die Emporen

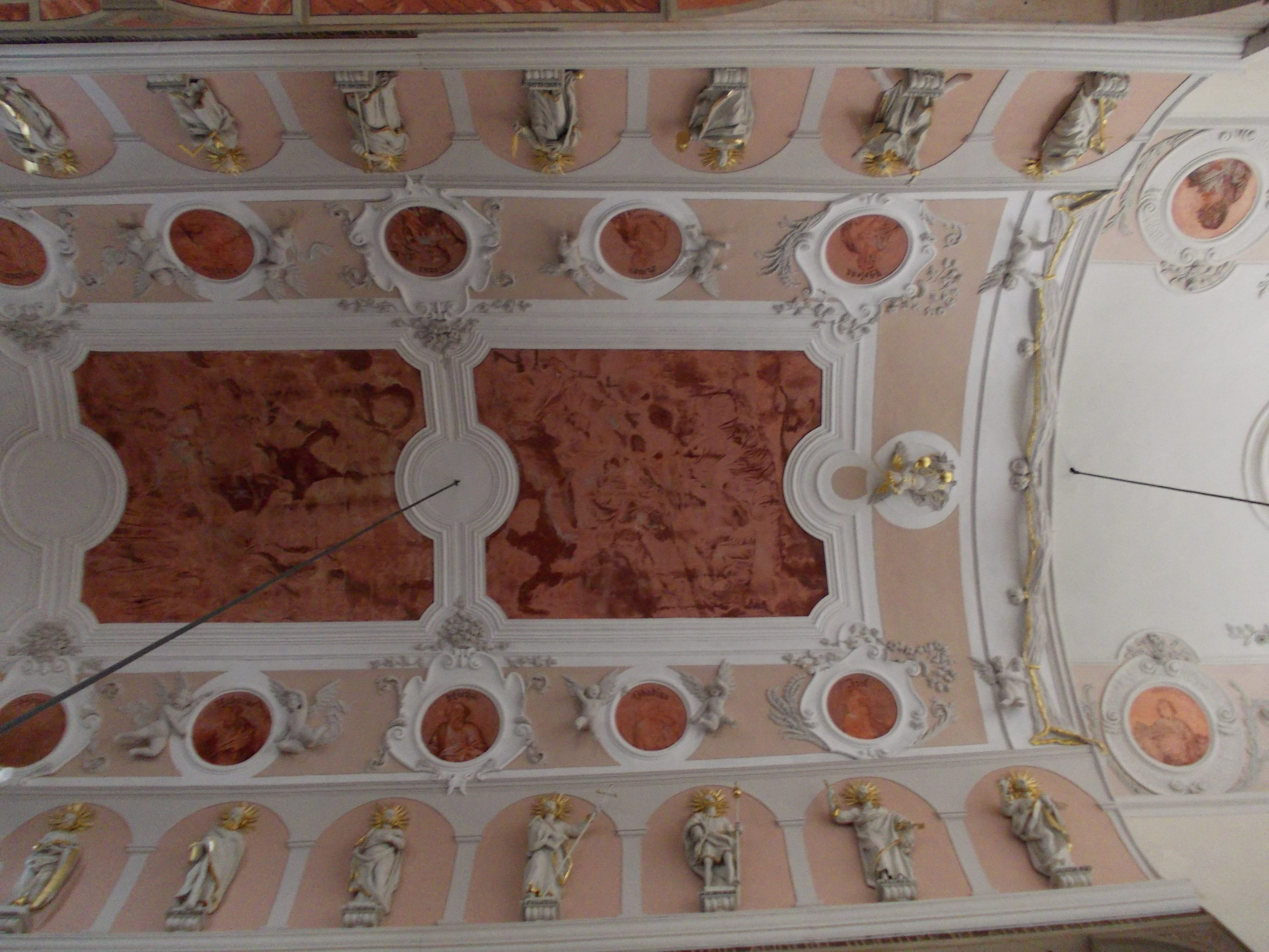
Blick in das Gewölbe

Die evangelisch-lutherische Kirche St. Michaelis ist ein denkmalgeschütztes Kirchengebäude in Buttstädt im Landkreis Sömmerda (Thüringen). Sie steht neben dem historischen Rathaus.

## Geschichte und Architektur
Mit dem Bau der Kirche wurde 1501 begonnen, auf einer an der Ostseite des Gebäudes erhaltenen Steintafel heißt es Im Jahre des Herrn 1510, am zweiten Pfingstfeiertage, ist der erste Stein dieses Chores gesetzt worden.
Die große, einschiffige Kirche mit einem eingezogenen Chor besitzt an der Südseite einen Turm der die Silhouette der Stadt bestimmt. Der Chor zu zwei Jochen schließt mit einem fünfseitigen Polygon. Die Strebepfeiler treten stark hervor. Das Kirchenschiff und der Turm wurden vermutlich in kurzem zeitlichen Abstand errichtet.
Der Bau ist durch dreibahnige Spitzbogenfenster gegliedert, deren Maßwerk zum großen Teil erneuert wurde. Die Rundbogenportale an der Nord- und Westseite sind flach mit profilierten Gewänden verziert. Das spitzbogige Emporenportal wurde nach einer Bezeichnung 1551 eingebaut. Es ist durch einen Treppenaufgang erschlossen. Der Baukörper wirkt mächtig, der 1586 angebaute Turm ist hochaufragend. Die dreistöckige und dreiseitige Empore ist an den unteren Brüstungen mit monochromen Gemälden geschmückt, die Szenen aus dem neuen Testament zeigen. Der Mittelteil des Schiffes und der Chor ist mit einer Holztonne gewölbt, die 1720 reich mit Stuck und Gemälden mit neutestamentlichen Darstellungen ausgestattet wurde.
Ab 1978 wurden umfangreiche Sicherungs- und Sanierungsmaßnahmen durchgeführt, das Gebäude war zeitweise geschlossen.

## Ausstattung
- Der um 1727 aus Holz angefertigte Kanzelaltar ist das bemerkenswerteste Stück der Ausstattung. Er ist mit 14 lebensgroßen Figuren ausgestattet.[5] Er wurde 1727 vom Hofbildhauer Friedrich Phillipp Puppert angefertigt. Der Kanzelkorb wird von einem Engel getragen und befindet sich im Zentrum des Altares.[6]
- Das große Kruzifix ist eine Arbeit des 17. Jahrhunderts.
- Das Lutherportrait wurde 1695 gemalt.
- Der Taufstein mit einer achtseitigen Kuppa wird von vier Engeln getragen. Er wurde am Anfang des 17. Jahrhunderts geschaffen und ist mit Fruchtgebinden und Wappen geschmückt.

## Orgel
Der Bau der Orgel wurde 1696 von Peter Herold aus Apolda begonnen und nach seinem Tod von Johann Georg Fincke 1701 fertiggestellt. Das Instrument hat 24 Register, verteilt auf zwei Manuale und Pedal. Register- und Tontraktur sind mechanisch.

## Turm und Geläut
Die Glocken hängen in dem kleinen Helm des Turmes, sie sind mit der Turmuhr verbunden. Die größere Glocke diente früher als Sturmglocke, derzeit schlägt sie die Stunde. Eine kleinere Glocke schlägt zur Viertelstunde. Eine dritte Glocke zersprang, die Fragmente wurden 1904 abgenommen. Durch eine Fehlfunktion kam die Glocke von 1684 in nicht eingeplante Schwingung und verursachte so Veränderung an der Statik des Turmes, der seit dem 24. Oktober 1690 nicht mehr lotrecht steht.
Siehe auch: Liste schiefer Türme

## Außerkirchliche Nutzung
Die Kirche wird neben gottesdienstlichen Zwecken für Konzerte und Ausstellungen genutzt. So stellte 2005 die Nichtchristin Andrea Terstappen aus Erfurt Collagen und Gemälde zum Thema Kreuz aus.